# Тору-Айгыр
Тору-Айгыр (кирг. Торуайгыр) — село в Иссык-Кульском районе Иссык-Кульской области Киргизии. Административный центр Тору-Айгырского аильного округа. Код СОАТЕ — 41702 215 845 01 0.

## География
Находится в 20 км от г. Балыкчи (Рыбачье).
Расположено на северо-западном берегу озера Иссык-Куль. Рядом протекает река Тору-Айгыр.
Курорт. На берегу озера размещены детский оздоровительный центр, здравница.

## Население
По данным переписи 2009 года, в селе проживало 2470 человек.

## История
Первые упоминания названия Тору-Айгыр встречается в источнике под названием «Общее описание о Шинжан» (период династии Цин), в котором пишется, что буруты (кыргызы) делились на 19 племен: Чон-Багыш, Кыпчак, Сарт, Найман, Каратегин, Тейит, Тору-айгыр, Солто, Жоош, Адигине, Чаар-сайак, Саяк, Басыз, Монолдор, Саркол, Черик, Кутчу, Сары-багыш, Нойгут.
Прежнее название села — Тур-Айгир. Ранее входило в состав Верненского уезда Семиреченской области Российской империи.
Недалеко от села, в бассейне реки Тору-Айгыр, на всем её протяжении, на камнях и скалах располагаются наскальные рисунки древнейших кочевников, а также курганные могильники и каменные изваяния тюрков. Рядом курганные захоронения сакско-усуньского времени (VIII в. до н. э. — VI в. н. э.). Здесь же встречаются и захоронения тюркского периода (VI в. н. э. — XIV в. н. э.).
Населенный пункт Тору-Айгыр отмечен на карте американского путешественника, ученого, дипломата Юджина Скайлера, на которой предоставлена обширная географическая информация о Центральной Азии; Тору-Айгыр носит название Turai-gyr. Карта была издана в 1875 году.

## Известные уроженцы
- Ахунбаев, Иса Коноевич (1908—1975) — выдающийся киргизский хирург, основоположник грудной хирургии Киргизии.
- Минжилкиев, Булат Абдуллаевич (1940—1997) — советский киргизский оперный певец, педагог. Народный артист СССР.
- Токобаев, Молдогазы (1905—1974) — киргизский советский государственный и политический деятель, председатель президиума Верховного Совета Киргизской ССР (1943—1945).
- Ильясов Сатар Ильясович (1908—1987) — академик АН Киргизской ССР, историк.

## Достопримечательности
- Развалины средневекового городища Тору-Айгыр, которое отождествляется исследователями с большим средневековым городом Сикуль (Иссык-Куль).